# Ralph Berner
Ralph Berner (ur. 28 marca 1968 w Breubergu) – niemiecki kolarz przełajowy, górski i szosowy reprezentujący także RFN, dwukrotny medalista przełajowych mistrzostw świata.

## Kariera
Pierwszy sukces w karierze Ralph Berner osiągnął w 1987 roku, kiedy zdobył srebrny medal w kategorii juniorów podczas przełajowych mistrzostw świata w Mladej Boleslav. W zawodach tych lepszy okazał się jedynie Belg Marc Janssens. Na rozgrywanych sześć lat później mistrzostwach świata w Azzano Decimo był drugi wśród amatorów. Przegrał tam tylko z Duńczykiem Henrikiem Djernisem, a trzecie miejsce zajął Włoch Daniele Pontoni. Był też między innymi ósmy podczas mistrzostw świata w Leeds w 1992 roku. W 1996 roku wziął udział w wyścigu cross-country podczas igrzysk olimpijskich w Atlancie, kończąc rywalizację na dziesiątej pozycji. Startował także na szosie, jednak bez większych sukcesów. W 2003 roku zakończył karierę.